# 德布拉河
50°17′41″N 11°44′25″E / 50.294723371286786°N 11.740264892578125°E
德布拉河（德語：Döbra），是德國的河流，位於該國東南部，由巴伐利亞負責管轄，該河流屬於塞爾比茨河的支流，流經霍夫縣，河道全長6公里。